# Palast unter dem Blechdach

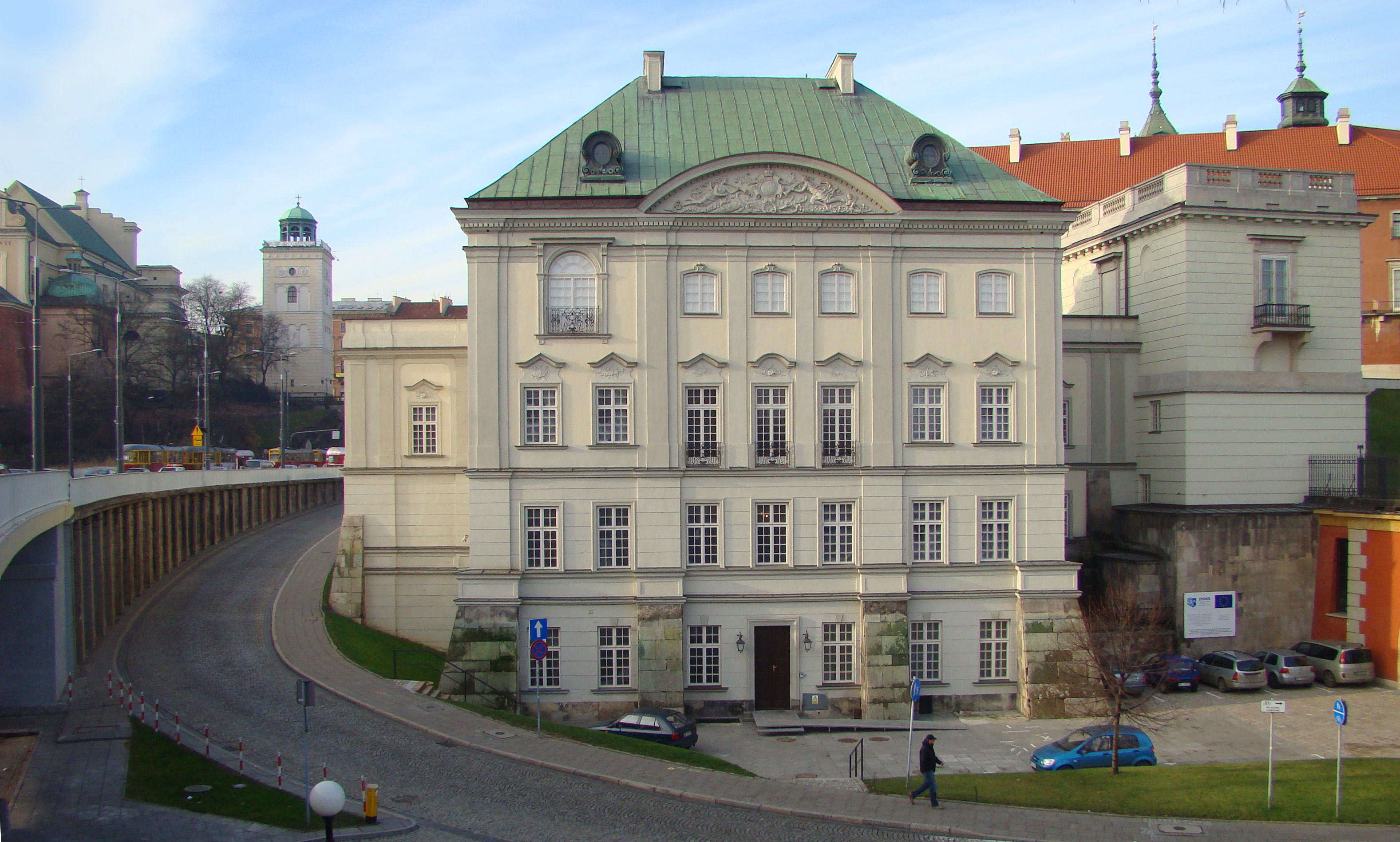
Rückfassade

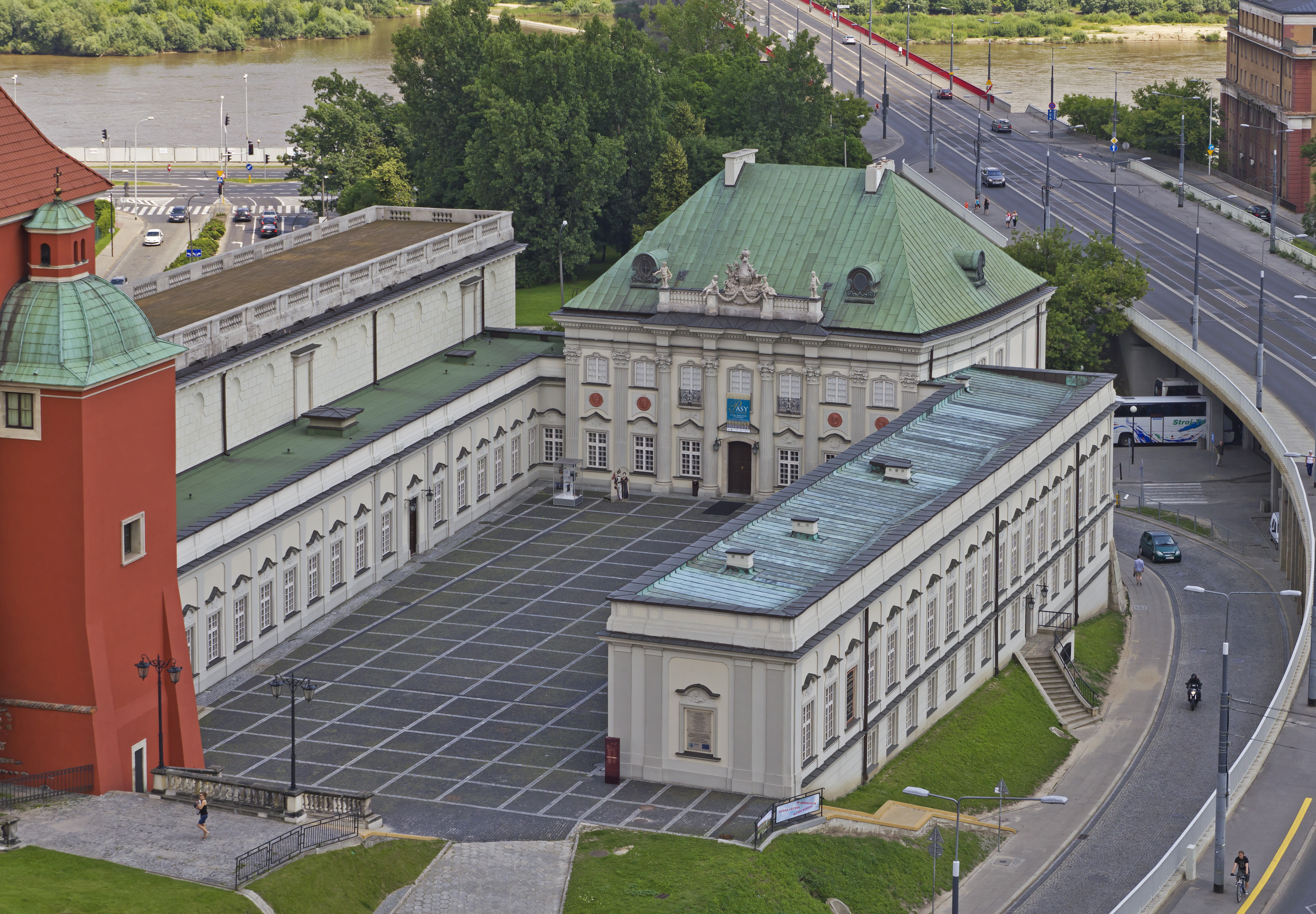
Luftbild von St. Anna

Der Palast unter dem Blechdach (polnisch Pałac pod Blachą) ist ein spätbarocker Palast in Warschau aus dem 17. Jahrhundert. Er liegt in unmittelbarer Nachbarschaft zum Königsschloss auf der Weichselböschung. Der Palast ist nach dem Material seines Daches benannt, denn er war das erste Gebäude in Warschau, das statt eines Schindeldaches ein Blechdach erhielt.

## Geschichte
Der Palast wurde von der Magnatenfamilie Lubomirski von 1698 bis 1701 errichtet. Im 18. Jahrhundert diente er der Warschauer Freimaurerloge. Zur Zeit der Regentschaft von Stanislaus August Poniatowski wohnte sein Neffe Józef Antoni Poniatowski in dem Palast. Der Palast wurde 1944 nach dem Warschauer Aufstand von der deutschen Wehrmacht zerstört. Der Wiederaufbau wurde 1948 bis 1949 nach den Ansichten von Canaletto durchgeführt.